# Лупполово
Лу́пполово (фин. Luuppola) — деревня Юкковского сельского поселения Всеволожского района Ленинградской области.

## История
Впервые упоминается в Писцовой книге Водской пятины 1500 года как деревня Лопала в Воздвиженском Корбосельском погосте.
Первые картографические упоминания о деревне Лупполово — на карте Я. Ф. Шмидта 1770 года (селение Люпалово) и на карте А. М. Вильбрехта 1792 года (Луппулова); в 1834 году у Ф. Ф. Шуберта имеются уже два Лупполова.

ЛУППОЛОВО — деревня мызы Осиновая роща, принадлежит Лопухиной, княгине, действительной статской советнице, жителей 64 м. п., 73 ж. п.;

ЛУПОЛОВА — деревня принадлежит Екатерине Лопухиной, штатс-даме и светлейшей княгине, жителей 44 м. п., 73 ж. п. (1838 год)

В 1844 году, согласно карте западной части России Ф. Ф. Шуберта, общая деревня Лупполово насчитывала 37 крестьянских дворов.
На этнографической карте Санкт-Петербургской губернии П. И. Кёппена 1849 года обозначены две смежные деревни «Luuppola», расположенные в ареале расселения эвремейсов. В пояснительном тексте к этнографической карте одна из них, приписанная к приходу Валкеасаари, названа Luuppola (Лупполово) и указано количество её жителей на 1848 год: эвремейсов — 11 м. п., 11 ж. п., всего 22 человека; вторая деревня, приписанная к приходу Токсова, названа Lupola (Лупполова), её население: 51 м. п., 57 ж. п., все эвремейсы, за исключением 2 человек савакотов, всего 108 человек.

ЛУППОЛОВО — деревня гр. Левашевой по почтовому тракту 24 двора, 67 душ м. п. (1856 год)

На «Топографической карте частей Санкт-Петербургской и Выборгской губерний» 1860 года упомянуты две смежные деревни Лупполово из 1 и 23 дворов с кузницей.

ЛУППОЛОВО — деревня владельческая при колодцах, 24 двора, 67 м. п., 67 ж. п. (1862 год)

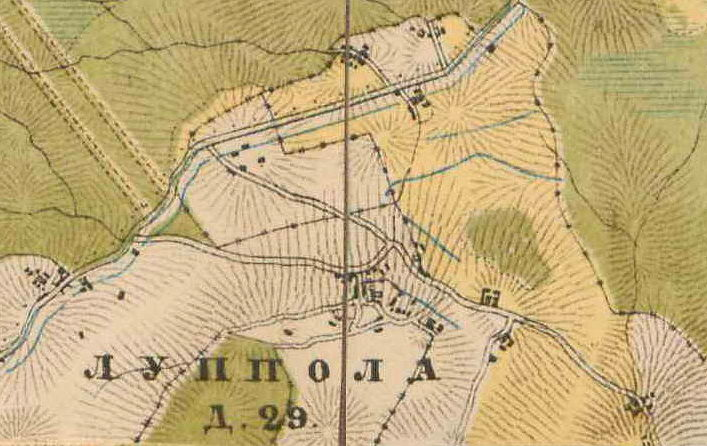
План деревни Лупполово. 1885 год

В 1885 году деревня обозначалась на картах как Луппола и насчитывала 29 дворов.

ЛУППОЛОВО — деревня Лупполовского сельского общества при Кексгольмском тракте 23 двора, 67 м. п., 70 ж. п., всего 137 чел.

ЛУППОЛОВО — крестьянское селение Лупполовского сельского общества по Кексгольмскому тракту 21 двор, 66 м. п., 58 ж. п., всего 124 чел.

АРЕНДАТОРЫ — на земле графа Левашова, в Лупполовском обходе 22 двора, 69 м. п., 56 ж. п., всего 125 чел., смежна с селением Лупполово, по Кексгольмскому тракту каждый арендатор живёт на своем поле.

СТОРОЖЕВАЯ БУДКА ЛЕСНИКА — на земле графа Левашова, при селении Лупполово 1 двор, 2 м. п., 3 ж. п., всего 5 чел. (1896 год)

В первой половине XIX века деревня административно относилась к 4-му стану Санкт-Петербургского уезда Санкт-Петербургской губернии, во второй половине — к 3-му стану, а в начале XX века — к Осинорощинской волости 2-го стана. Население деревни было однородным — финским.

ЛУППОЛОВО — селение Лупполовского сельского общества Осинорощинской волости, число домохозяев — 36, наличных душ — 162; количество надельной земли — 217 дес. 1800 саж. (1905 год)

В 1908 году в деревне открылась двухклассная земская школа (Лупполовское училище), учителем в ней работал Рихард Вильгельмович Финне.
В 1909 году в деревне было 43 двора. В том же году в деревне открылся первый, кооперативный магазин.
Согласно переписи населения СССР 1926 года:

ЛУППОЛОВО — деревня Лупполовского сельсовета Парголовской волости Ленинградского уезда, 118 хозяйств, 514 душ.

Из них: русских — 15 хозяйств, 69 душ; ингерманландцев — 69 хозяйств, 304 души; суоми — 31 хозяйство, 126 душ; эстов — 3 хозяйства, 15 душ. (1926 год)

В том же 1926 году был организован Лупполовский финский национальный сельсовет, население которого составляли: финны — 714, русские — 112, другие нац. меньшинства — 20 человек. В состав Лупполовского сельсовета по данным переписи населения 1926 года входили деревни: Лупполово, Дранишники и Сертолово. 
По административным данным 1933 года Лупполовский сельсовет находился в составе Куйвозовского финского национального района, в него входили деревни Лупполово, Дранишники, Сертолово и выселок Трактор.
Национальный сельсовет был ликвидирован весной 1939 года.
Согласно переписи населения СССР 1939 года:

ЛУППОЛОВО — деревня Лупполовского сельсовета Парголовского района, 510 чел. (1939 год)

Деревня Лупполово на карте 1939 года

Согласно топографической карте РККА 1939 года деревня насчитывала 85 дворов. В 1940 году деревня также насчитывала 85 дворов.
Основное население деревни в довоенные годы составляли ингерманландские финны, большинство из них в 1942 году подверглось депортации по национальному признаку.
В 1958 году население деревни составляло 430 человек.
По данным 1966 и 1973 годов деревня Лупполово находилась в составе Чернореченского сельсовета.
По данным 1990 года деревня Лупполово входила в состав Юкковского сельсовета.
В 1997 году в деревне проживали 1437 человек, в 2002 году — 1500 человек (русские — 78 %), в 2007 году — 1452.

## География
Деревня расположена в северо-западной части района на автодороге 41К-179 (Осиновая Роща — автодорога А121).
Расстояние до административного центра поселения — 6 км.
Расстояние до ближайшей железнодорожной станции Левашово — 4 км.
Через деревню протекает приток реки Дранишник.

## Демография
| 1862 | 2007  | 2010  | 2017  |
| ---- | ----- | ----- | ----- |
| 134  | ↗1452 | ↘1365 | ↗1447 |

### Национальный состав
Согласно данным Всероссийской переписи населения 2021 года в деревне проживали 1815 человек, из них:
 русские — 1491, татары — 8, узбеки — 6, армяне — 3, киргизы — 3, украинцы — 3, азербайджанцы — 2, латышы — 2, марийцы — 2, башкиры — 1, белорусы — 1, карачаевцы — 1, молдаване — 1, поморы — 1, удмурты — 1, другие национальности — 9 человек, остальные национальность не указали.

## Инфраструктура
Лупполово — крупнейший населённый пункт Юкковского поселения (на 2010 год — 1365 человек).
В деревне 9 муниципальных домов. В настоящее время ведётся активная жилая застройка.
К востоку от деревни расположено садоводство.

## Улицы
Деревенская, Зелёная, Земская, Луговая, Луговой переулок, Новая, Полевая, Пригородная, Приозерское шоссе, Пшеничный переулок, Садоводческая, Совхозная, Физкультурный переулок, Центральная, Южная, Ягодный переулок.

## Садоводства
Осиновая Роща, Солнечное.